# 이병혜
이병혜(李丙惠, 1956년 7월 24일 ~ )는 대한민국의 방송인 겸 대학 교수이다.

## 학력
- 경희대학교 대학원 신문방송학과 (언론학 박사)
- 경희대학교 대학원 신문방송학과 (언론학 석사)
- 경희대학교 대학원 정치외교학과 (정치학 석사)
- 경희대학교 정치외교학과 (학사)

## 경력
- 1978년 :  KBS 5기 공채 아나운서

## 방송 진행

### TV
- KBS 뉴스 9 (1979년)
- 한국 한국인
- 21세기 한국 TOP 10 (1998년)
- YTN 이병혜의 집중조명 (1999년)
- 평화방송TV 모든 이에게 모든 것 - 정진석 대주교와 함께 (2004년)

### 라디오
- KBS 1R 라디오 24시 (2002년)
- KBS 1R 생방송 토요일 일요일 2부 (2005년)